# Sountou
Sountou är en ort i Benin. Den ligger i den centrala delen av landet, 400 km norr om huvudstaden Porto-Novo. Sountou ligger 375 meter över havet och antalet invånare är 4 583.
Terrängen runt Sountou är platt. Runt Sountou är det glesbefolkat, med 18 invånare per kvadratkilometer.. Det finns inga andra samhällen i närheten. 
Omgivningarna runt Sountou är huvudsakligen savann.